# Jozef Lenárt
 (mars 2025).
Jozef Lenárt né à Liptovská Porúbka en Slovaquie le 3 avril 1923, mort le 11 février 2004 à Prague, est un homme politique slovaque. Il est premier ministre de Tchécoslovaquie de septembre 1963 à avril 1968.

## Biographie
Il est un des chefs de la Résistance tchèque pendant la Deuxième Guerre mondiale et adhère au parti communiste en 1943. Il devient secrétaire du comité central du parti communiste tchécoslovaque en 1958. En 1962 il préside le conseil national slovaque. Le 21 septembre 1963 il est nommé premier ministre. Il assume pendant une semaine la charge de président de la république du 22 au 30 mars 1968 après le départ d'Antonin Novotny. Il démissionne de son poste de premier ministre le 4 avril 1968. En mai 1969 il prend la direction du département économique au sein du comité central et assume le poste de secrétaire du comité central du parti communiste tchécoslovaque. En janvier 1970 il est nommé premier secrétaire du comité central du parti communiste slovaque.

## Source
- Harris Lentz Heads of states and governments éd. routledge 2013 p. 216